# Yawara
Yawara je kratka palica, ki ima okrepljena konca. Največkrat se uporablja v parih, da se tako poveča moč udarcev. Omogoča lažje lomljenje kosti in bolj učinkovito izrabljanje človekovih kritičnih točk. Ko se oseba dobro izuči uporabljanja yaware jih lahko uporablja kot učinkovito orožje, ki je tako legalno, kot tudi primerno za prikrito nošenje.